# Omloop Het Volk 2002
De 57e editie van de Omloop Het Volk vond plaats op 2 maart 2002. De wedstrijd startte in Gent, ging over een parcours van 202 kilometer, met 10 heuvels en 18 kilometer kasseiwegen, en eindigde in Lokeren.

## Uitslag
| Plaats  | Naam              | Ploeg                   | Tijd     |
| ------- | ----------------- | ----------------------- | -------- |
| Winnaar | Peter Van Petegem | Lotto-Adecco            | 4u52'30" |
| 2       | Frank Høj         | Team Coast              | + 4"     |
| 3       | Michel Vanhaecke  | Landbouwkrediet-Colnago | + 16"    |
| 4       | Robbie McEwen     | Lotto-Adecco            | z.t.     |
| 5       | Paolo Bettini     | Mapei                   | z.t.     |
| 6       | Kevin Hulsmans    | Mapei                   | z.t.     |
| 7       | Andrei Tchmil     | Lotto-Adecco            | z.t.     |
| 8       | Hendrik Van Dyck  | Palmans-Collstrop       | z.t.     |
| 9       | Jo Planckaert     | Cofidis                 | z.t.     |
| 10      | Chris Peers       | Cofidis                 | z.t.     |
|         |                   |                         |          |
| 14      | Karsten Kroon     | Rabobank                | + 2'22"  |

1945 · 1946 · 1947 · 1948 · 1949 · 1950 · 1951 · 1952 · 1953 · 1954 · 1955 · 1956 · 1957 · 1958 · 1959 · 1960 · 1961 · 1962 · 1963 · 1964 · 1965 · 1966 · 1967 · 1968 · 1969 · 1970 · 1971 · 1972 · 1973 · 1974 · 1975 · 1976 · 1977 · 1978 · 1979 · 1980 · 1981 · 1982 · 1983 · 1984 · 1985 · 1986 · 1987 · 1988 · 1989 · 1990 · 1991 · 1992 · 1993 · 1994 · 1995 · 1996 · 1997 · 1998 · 1999 · 2000 · 2001 · 2002 · 2003 · 2004 · 2005 · 2006 · 2007 · 2008 · 2009 · 2010 · 2011 · 2012 · 2013 · 2014 · 2015 · 2016 · 2017 · 2018 · 2019 · 2020 · 2021 · 2022 · 2023 · 2024 · 2025